# Яровий Олександр Степанович
Олександр Степанович Яровий (нар. 24 серпня 1970, Капустинці, Яготинський район — 24.09.2018, Москва, РФ) — сучасний український і російський письменник, науковець, викладач вищої школи та публіцист. Випускник Київського Університету ім. Т. Г. Шевченка, кандидат філологічних наук, доцент.

## Життєпис
Олександр Яровий народився 24 серпня 1970 року в селі Капустинці, Яготинського району, Київської області.
По батькові далекий родич відомого українського художника Івана Івановича Падалки. По матері онук Федора Федоровича Перешивки, ідейного комуніста, вчителя історії, директора школи і краєзнавця, фронтовика, одного з організаторів краєзнавчого музею села, і правнук Федора Пименовича Перешивки (? — бл. 1941), вихідця з Брянщини, мешканця міста Києва, фельдшера. До 1917 року родина прадіда О. С. Ярового належала до кола видатних родин села, тісно спілкувалася з сім'єю священника (отця Григорія Григоровича Білінського, двоюрідного брата контр-адмірала УНР Михайла Білінського), місцевого урядника, керівництвом волості і повіту тощо, про що зокрема згадано у відомій книзі спогадів українського красного (червоного) козака-революціонера і теж далекого родича О. С. Ярового, жертви репресій 1930х рр. і в'язня ГУЛАГу Івана Гнатовича Козуба «Доба і доля».
В дитинстві багато часу проводив у селі Капустинці.
Здобув вищу освіту на філологічному факультеті Київського університету (1987). Кандидат філологічних наук (1995, досліджував ліро-епос П. Тичини), доцент. Наукові інтереси — українська література ХХ — ХХІ століття, українсько-російські літературні зв'язки, проблеми співдії релігії і мистецтва, етичний складник художньої літератури.
Автор книг поезії «Небо в нетрях» (дебютна, 1995, з передмовою Ю.Мушкетика «На рушникові вічної дороги»), «Небесна твердь» (2012, передмова Б. Олійника «Поезія як знак») і кількох прозових: «Рік чорного півня», «Чекання несподіванки»; публікацій в антологіях: «Тексти», «Іменник». Окремі твори перекладено на німецьку (антологія «Айнрозенбруннен» («Криниця для троянд», переклад А.-Г. Горбач) та сербську мови (альманах «Коло»).
Був членом журі літературної премії імені Василя Симоненка, редколегії газети «Літературна Україна» (1996—2008), позаштатним коресподентом тижневика «2000»(2005—2013).Автор серії унікальних інтерв'ю з провідними письменниками України (в основному друкувалися в згаданому тижневику протягом 2011—2013 років).
Двічі лауреат літературної премії «Гранослов», премії видавництва «Смолоскип», літературної премії імені Василя Симоненка НСПУ, Чернігівської обласної літературної премії імені Михайла Коцюбинського.
За публіцистику духовного спрямування має ряд церковних нагород від Української Православної Церкви (УПЦ Московського патріархату) (орденами преподобного Нестора Літописця та Іллі Муромця, патріаршої грамотою РПЦ).

## Світогляд і політичні погляди
У своєму світогляді поєднував власне бачення України (Малоросії) і Росії (Великої Росії), вільної України і святої Русі, комунізму і націоналізму, православного християнства і принципів єдності східнослов'янської цивілізації та висловлював лівацько-християнські погляди. Критично (на думку деяких людей — занадто нетерпимо) висловлювався про вихідців з Галичини і греко-католиків, їх світогляд, віру і політичні погляди, як про багатовікову загрозу українському народові (православної віри) і Православній Церкві.
Виступав з критикою книги Василя Шкляра «Чорний ворон».

## Реакція на події Євромайдану, звільнення з Київського університету
О. С. Яровий гостро відреагував на події Євромайдану 2013—2014 років. На сторінці у соціальній мережі «В Контакті», писав про необхідність розгону Майдану і його учасників у неприпустимій і образливій для учасників формі: «Беркут! Стреляй фашистских сук! Бей на поражение! Не жалей их!» та «Три бандерівські області — нафіг з України! До Польщі, як до 1939 називатися хлопами і бидлом». Пояснював свою різкість тим, що Майдан призведе до великого кровопролиття і війни з РФ.
Конфлікт отримав певний суспільний резонанс. Зокрема про нього писав український письменник Юрій Винничук у своїй статті. Студенти Київського університету оголосили бойкот парам Ярового й писали заяви з проханням змінити викладача.
Керівництво Київського Університету ім. Т. Г. Шевченка дало негативну оцінку висловлюванням О. С. Ярового і змусило його написати заяву про звільнення за власним бажанням.
Яровий переїхав жити у Москву. З 8 квітня 2014 року викладав на філологічному факультеті кафедри історії російської літератури XX століття Московського державного університету імені М. В. Ломоносова.
Помер від інсульту в Москві 24 вересня 2018 року. Прощання відбулося в морзі 31-ї лікарні по вулиці Цюрупи. Похований у Києві 29 вересня 2018 року.

## Хобі
Різні. Серед інших перегляд радянських фільмів та мультсеріалу «Маша і Ведмідь».